# Ocnerioxa lindneri
Ocnerioxa lindneri är en tvåvingeart som beskrevs av Munro 1966. Ocnerioxa lindneri ingår i släktet Ocnerioxa och familjen borrflugor. Inga underarter finns listade i Catalogue of Life.